# Schweizerische Erzähler
Schweizerische Erzähler ist eine im Verlag Huber in Frauenfeld und Leipzig erschienene deutschsprachige Buchreihe mit Schweizer Erzählern. Die Reihe erschien von 1916 bis 1918. Sie umfasst 24 Bände. Zu den Werken der Reihe zählen so unterschiedliche wie das Prosastück Der Spaziergang von Robert Walser aus dem Jahr 1917 und der Roman Füsilier Wipf. Eine Geschichte aus dem schweizerischen Grenzdienst von Robert Faesi, ebenfalls 1917 erschienen, der 1938 auch verfilmt wurde. Westschweizerische Erzähler fanden in Form einer Blütenlese Aufnahme.

## Übersicht
- 1 Maria Thurnheer. Paul Ilg (1916)
- 2 Drei altmodische Liebesgeschichten. Meinrad Lienert (1916)
- 3 Daniel Pfund. Alfred Huggenberger (1917)
- 4 Schalkhafte Geschichten. Felix Moeschlin (1917)
- 5 In der Glücksschaukel : Drei Novellen. Olga Amberger (1916)
- 6 Bauz : Zwei Erzählungen. Albert Steffen (1917)
- 7 Der Lästerer. Ernst Zahn (1917)
- 8 Das verlassene Dorf : Zwei Geschichten aus dem Wallis. Johannes Jegerlehner (1917)
- 9 Der Spaziergang. Robert Walser (1917)
- 10 Füsilier Wipf : Eine Geschichte aus d. schweizerisch. Grenzdienst. Robert Faesi (1917)
- 11 Leiden : Erzählungen. Ruth Waldstetter (1917)
- 12 Odil : 2 Erzählungen. Max Pulver (1917)
- 13 Heimliche Sieger : 2 Knabengeschichten. Adolf Vögtlin (1918)
- 14 Irrlichter : 3 Novellen. Jakob Bosshart (1918)
- 15 Frau Stüssy und ihr Sohn. Jakob Schaffner (1918)
- 16 Im Hause Frau Klaras. Hans Ganz (1918)
- 17 Der Pfarrer von Villa: Tessiner Novelle. Maja Matthey (1918)
- 18 Westschweizerische Erzähler: Eine Blütenlese (1918) (mit Novellen von Benjamin Vallotton, C. F. Ramuz, Samuel Cornut, Gonzague de Reynold, Robert de Traz und Charles Gos)
- 19 Das Pestschiff : Südamerikanisches. Charlot Strasser (1918)
- 20 Kohana : Japan. Liebesidyll. K. F. Kurz (1918)
- 21 Der Mord auf dem Dorfe : Erzählung aus innerruss. Provinz. Lilli Haller (1918)
- 22 Spanische Geschichten. Dominik Müller (1918)
- 23 Römisches Fieber : Ein Lebensfragment aus meinem Freundeskreise. Hans Bloesch (1918)
- 24 Jugendfahrt und Die Geschichte eines kleinen Buches. J. C. Heer (1918)